# Saguaro
Saguaro (znanstveno ime Carnegiea gigantea) je kakteja iz rodu Carnegiea, z kandelabrasto razvejanim deblom, visokim tudi do 12 metrov.

Vrsto je že leta 1848 opisal George Engelmann (1809–1884) v Emory, Notes Mil. Reconnois. 158, kot Cereus giganteus, vendar sta ga Britton in Rose leta 1908 v Journal of the New York Botanical Garden 9:188 uvrstila v nov rod Carnegiea. Je monotipska vrsta v rodu in je zaradi svoje oblike najbolj znana vrsta kaktusa. Oblikuje značilno rogovilasto obliko in je pogosto predstavljen tako v literaturi, znan pa je predvsem iz ameriških western filmov kot tipična rastlina puščav. Prihaja celo do tega, da so saguari v westernih predstavljeni kot rastline Nove Mehike, Utaha in Teksasa, kjer sploh ne rastejo.

## Izvor imena
Rodovno ime Carnegiea izhaja po američanu Andrewu Carnegie (1835-1919), ki je podpiral raziskave in omogočil izdajo monografije The Cactaceae avtorjev Brittona in Rosea. Vrstno ime gigantea izvira iz grščine (gigas-velik, ogromen). Rastline zrastejo namreč preko 12 metrov v višino, zato so dobile tako ime. Domače ime saguaro (sahuaro) se je v angleščino preneslo iz španščine. Domorodci plemena Seri iz severozahodne Mehike ga imenujejo mojépe.
Saguaro raste v Sonorski puščavi v Arizoni in mehiškem delu Sonore, v manjšem področju Spodnje Kalifornije v puščavi San Felipe in v zelo majhnem področju Kalifornije. Saguarov cvet in saguaro sta simbol Arizone. 
Saguaro je zelo počasi rastoča rastlina. V prvih 50 letih zraste le do višine pol metra in potrebuje 75 let, da iz glavnega stebla začnejo izraščati prve veje. Te običajno poženejo, ko kaktus preraste grmovje, v katerem se zaseje. Rast je odvisna od količine padavin, tako da tisti iz suhih delov Arizone rastejo dvakrat počasneje kot na primer v okolici Tucsona v Arizoni. Je eden od redkih stebričarjev, ki raste tako severno in lahko prenaša nočne temperature do -12ºC. Doseže starost preko 150 let. Največji izmerjeni saguaro raste v Maricopa County v Arizoni in meri 13,8 m v višino.
Saguaro je sorazmerno dobro raziskan kaktus. Na rastiščih saguara pade običajno zelo malo padavin, vendar rastlina razvije zelo plitve korenine, s katerimi je sposobna v nekaj urah posrkati večino razpoložljive vode iz zemlje. Tako zadostuje le 15 mm padavin, da kaktus s koreninskimi laski vpije vodo in jo shrani v sočnem tkivu. Po rehidraciji se vidno razširi, kar omogoča rebrasta oblika.

## Razmnoževanje
Saguaro se lahko razmnožuje s semenom. Ukoreninjanje vej je v večini primerov neuspešno.
Saguaro v svojem življenju tvori na milijone semen, vendar ta kalijo le v zelo redkih ugodnih sezonah. Možnost preživetja male rastline je odvisna od mesta, kamor seme pade in od frekvence padavin. Sejanec lahko preživi le v senci grmovja in mora prejeti v prvih mesecih življenja občasne padavine, sicer zaradi suše odmre. Po prvih 50 dneh življenja lahko preživi le 9 dni suše, po 200 dneh življenja pa že 100 dni. Vendar je dovolj, da v življenju saguara preživi le ena rastlina od milijonov sejancev, da se vrsta ohrani. Da je preživetje mlade rastline odvisno od rednih padavin, so ugotovili iz primera umetnega nasada arizonskih saguarov v zahodni Kaliforniji, kjer so padavine obilnejše, vendar bolj redke. Odrasle rastline so tam preživele, mladih rastlin pa ni, ker kmalu po kalitvi semena odmrejo.
Cvetovi saguara so belo rumeni, nočni, vendar ostanejo odprti tudi čez dan. Rastlina cveti od aprila do junija. Je tujeplodna vrsta, za oploditev poskrbijo razne nočne živali kot so netopirji, ki sesajo nektar iz cvetov. Dnevni opraševalci so večinoma ose, čmrlji in čebele. Plodovi se razvijejo v koncu junija. So rožnati, vsebujejo pa do 2000 semen. Seme je v sladki pulpi, ki je užitna in jo cenijo tako živali kot tudi prebivalci puščave.
Visoke veje saguara omogočajo skrivališča raznim živalim, predvsem ptičem. Na saguarih gnezdijo rumene žolne (Melanerpes uropygialis), škrlatne obvodne lastovke (Progne subis), vrste škorcev (Carpodacus mexicanus) in razni detli, ki izdolbejo luknje v zgornjem delu stebla rastline in si v njih ustvarijo gnezda. Rumene žolne vsako leto izdolbejo nova gnezda, zato se v starih luknjah naselijo druge živali. Luknje so globoke, zato rastlina tvori na stenah lukenj kalus, ki oleseni. Po odmrtju rastline ostane tkivo v obliki nekakšnih čevljev, ki so jih staroselci uporabljali kot posode.

## Zaščita rastlin
V ameriški zvezni državi  Arizoni, kjer je saguaro nacionalno drevo, je prepovedano kakorkoli poškodovati ali uničevati saguare. Za gradnjo hiš mora lastnik zemljišča pridobiti posebno dovoljenje za odstranitev teh raslin. Carnegiea gigantea je uvrščen na CITES seznam App. II.

## Uporaba
Les, ki nastaja v kambiju rastline, so uporabljali domačini za gradnjo. Obstajajo tudi govorice o zdravilnosti tkiva saguarov - pleme Pima je uporabljalo tkivo za povečanje mleka doječih mater po rojstvu otrok. Rebra mrtvih rastlin so uporabljali kot opornice pri zlomih.

## Varietete
Carnegiea gigantea fa. aberrans P.V. Heath, Calyx 2 (3): 108 1992

Carnegiea gigantea fa. cristata P.V. Heath, Calyx 2 (3): 108 1992

## Vrste, varietete in forme v rodu Carnegiea
Carnegiea euphorbioides (Haworth) Backeberg 

Carnegiea euphorbioides var. olfersii (Salm-Dyck) P.V. Heath 

Carnegiea fulviceps (F.A.C. Weber ex K. Schumann) P.V. Heath 

Carnegiea gigantea (Engelmann) Britton & Rose 

Carnegiea gigantea f. aberrans P.V. Heath 

Carnegiea gigantea f. cristata P.V. Heath 

Carnegiea laui P.V. Heath 

Carnegiea macrocephala (F.A.C. Weber ex K. Schumann) P.V. Heath 

Carnegiea mezcalaensis (H. Bravo Hollis) P.V. Heath 

Carnegiea mezcalaensis var. multiareolata (E.Y. Dawson) P.V. Heath 

Carnegiea nova P.V. Heath 

Carnegiea polylopha (DC.) P.V. Heath 

Carnegiea scoparia (Poselger) P.V. Heath 

Carnegiea squamulosa (Scheinvar & Sanchez-Mej.) P.V. Heath 

Carnegiea tetetzo (J.M. Coulter) P.V. Heath 

Carnegiea tetetzo var. nuda (E.Y. Dawson) P.V. Heath 